# Chiến tranh Việt Nam (phim tài liệu)
The Vietnam War hay Chiến tranh Việt Nam là một bộ phim tài liệu truyền hình của Mỹ do Geoffrey C. Ward viết kịch bản và Ken Burns cùng Lynn Novick đạo diễn, được kể bởi Peter Coyote bằng tiếng Anh, gồm 10 tập với thời gian 18 tiếng mô tả khá chi tiết về cuộc chiến tranh Việt Nam. Tập đầu (Episode 1) được công chiếu chính thức vào ngày 17 tháng 9 năm 2017 và tập cuối (Episode 10) vào ngày 28 tháng 9 cùng năm, trên đài PBS (Hoa Kỳ). Hiện đã có phiên bản thuyết minh bằng tiếng Đức với tên gọi: "Vietnam" (Fernsehserie, 2017); gần đây có phiên bản với phụ đề tiếng Việt. Ở Hoa Kỳ, bộ phim này là một trong số ít loạt phim tài liệu xếp vào hạng TV-MA (tức loại có nội dung cho người từ 17 tuổi trở lên). Ở Việt Nam, bộ phim này hiện vẫn chưa được công chiếu chính thức và cũng chưa được dịch ra tiếng Việt, chỉ có một vài phiên bản có phụ đề tiếng Việt lưu hành trên mạng.
Bộ phim gây được chú ý của rất nhiều người trên Thế giới, không chỉ vì đã phản ánh khá chi tiết về cuộc chiến tranh Việt Nam vốn đã rất nổi tiếng, mà còn là một bộ phim tài liệu cung cấp cách nhìn có vẻ khách quan và có quan điểm tiếp cận khác với nhiều phim đã đề cập cùng về chủ đề, tuy vẫn còn có nhiều tranh luận.

## Quá trình sản xuất
Bộ phim tốn kinh phí khoảng 30 triệu đô la và phải mất hơn 10 năm để thực hiện. The Vietnam War được sản xuất bởi hai đạo diễn Ken Burns và Lynn Novick, cả hai đã từng cộng tác sản xuất các phim The War (2007), Baseball: The 10th Inning (2010) và Prohibition (2011).
Trong suốt các tập, phim phỏng vấn với 79 nhân chứng, trong đó có nhiều người Mỹ đã chiến đấu trong chiến tranh Việt Nam hoặc tham gia phong trào phản chiến, đặc biệt là quan điểm của những người Việt Nam thuộc 2 phe Việt Nam Dân chủ Cộng hòa và Việt Nam Cộng hòa.
Các nhà làm phim cho biết, toàn bộ phim cũng đã được lấy bởi hơn 24.000 bức ảnh và phải mất 1.500 giờ lưu trữ. Trong 18 tiếng của bộ phim tài liệu, có những cảnh chiến đấu chi tiết ghi lại các hành động từ nhiều góc nhìn khác nhau. Kịch bản của phim được viết bởi Geoffrey Ward do Peter Coyote dẫn chuyện.

## Danh sách các tập phim
| Tập | Tên                                                                    | Ngày phát sóng      |
| --- | ---------------------------------------------------------------------- | ------------------- |
| 1 | "Déjà Vu" (1858 – 1961)                                                | 17 tháng 9 năm 2017 |
| Sau một thế kỷ chiếm đóng của Pháp, Việt Nam giành được độc lập nhưng sau đó lại bị chia cắt thành hai miền Bắc và Nam sau hiệp định Genève.                                              |                                                                        |                     |
| 2 | "Cưỡi hổ" (1961 – 1963)                                                | 18 tháng 9 năm 2017 |
| Khi quân nổi dậy của Mặt trận dân tộc Giải phóng miền Nam có được sức mạnh vượt trội, tổng thống Mỹ Kennedy phải vật lộn với sự can thiệp của Mỹ vào Nam Việt Nam.                        |                                                                        |                     |
| 3 | "Giữa Thiên đường và Địa ngục" (Tháng 1 năm 1964 – Tháng 12 năm 1965)  | 19 tháng 9 năm 2017 |
| Với sự sụp đổ của nền Đệ nhất Cộng hòa tại Nam Việt Nam, tổng thống Mỹ Johnson bắt đầu ném bom miền Bắc và đưa quân đội Hoa Kỳ vào Nam Việt Nam.                                          |                                                                        |                     |
| 4 | "Giải pháp" (Tháng 1 năm 1966 – Tháng 6 năm 1967)                      | 20 tháng 9 năm 2017 |
| Lính Mỹ tham chiến tại Việt Nam nhận thấy rằng cuộc chính tranh này hoàn toàn phi nghĩa, cùng lúc đó là phong trào chống chiến tranh ở Mỹ phát triển.                                     |                                                                        |                     |
| 5 | "Đây là những gì chúng tôi làm" (Tháng 7 năm 1967 – Tháng 12 năm 1967) | 21 tháng 9 năm 2017 |
| Tổng thống Mỹ Johnson vẫn tiếp tục sa lầy cuộc chiến tranh trong khi hứa hẹn với công chúng Mỹ rằng chiến thắng đang đến gần.                                                             |                                                                        |                     |
| 6 | "Sự thật phơi bày" (Tháng 1 năm 1968 – Tháng 7 năm 1968)               | 24 tháng 9 năm 2017 |
| Cuộc tấn công và nổi dậy tết Mậu Thân 1968 của Mặt trận dân tộc Giải phóng miền Nam đã làm cho người Mỹ bối rối.                                                                          |                                                                        |                     |
| 7 | "Lớp vỏ văn minh" (Tháng 6 năm 1968 – Tháng 5 năm 1969)                | 25 tháng 9 năm 2017 |
| Sau sự hỗn loạn của Công ước Dân chủ, Richard Nixon - người hứa hẹn hòa bình, đã chiến thắng trong cuộc bầu cử tổng thống Mỹ.                                                             |                                                                        |                     |
| 8 | "Lịch sử Thế giới" (Tháng 4 năm 1969 – Tháng 5 năm 1970)               | 26 tháng 9 năm 2017 |
| Mặc dù Richard Nixon hứa rút quân Mỹ nhưng khi ông đưa quân vào chiến trường Campuchia, phong trào phản chiến lại trỗi dậy.                                                               |                                                                        |                     |
| 9 | "Trung thành bất kính" (Tháng 5 năm 1970 – Tháng 3 năm 1973)           | 27 tháng 9 năm 2017 |
| Việc Henry Kissinger và Lê Đức Thọ đặt bút ký Hiệp định Paris, Mỹ rút quân khỏi Việt Nam khiến Việt Nam Cộng hòa lâm vào thế phải tự lực chiến đấu, đổi lại các tù binh Mỹ được trao trả. |                                                                        |                     |
| 10 | "Trọng lượng của kí ức" (Tháng 3 năm 1973 – Nay)                       | 28 tháng 9 năm 2017 |
| Sài Gòn sụp đổ vào ngày 30 tháng 4 năm 1975 và chiến tranh chấm dứt. Người Mỹ và người Việt Nam từ mọi phía tìm kiếm sự hòa hợp hòa giải.                                                 |                                                                        |                     |

## Nhận xét

### CHXHCNVN
- Phát ngôn viên Bộ Ngoại giao Lê Thị Thu Hằng tại buổi họp báo thường kỳ hôm 21/9, không đưa ra bình luận gì về nội dung chi tiết trong bộ phim tài liệu mà chỉ khẳng định sự cải thiện trong mối quan hệ song phương giữa Việt Nam - Hoa Kỳ sau chiến tranh.[10]
- Nhà báo Huy Đức, một trong những cố vấn cho đoàn làm phim và là người xuất hiện trong phim The Việt Nam War nói “Hà Nội sẽ không muốn phổ biến bộ phim này” mặc dù bộ phim đã “quy gần như mọi tội lỗi cho Washington, đánh giá cao chiến binh của miền Bắc và có lúc, tỏ thái độ xem thường lãnh đạo Việt Nam Cộng Hòa.” [11]
- Theo đạo diễn Hồng Ánh thì mặc dù báo chí Việt Nam có đưa tin về sự ra mắt của The Vietnam War, nhưng không đi sâu phân tích về những thông tin gây tranh cãi trong bộ phim. Đạo diễn Hồng Ánh cho rằng đây là 1 dấu hiệu cho thấy chính quyền Việt Nam, dù có không hài lòng, cũng tỏ ý muốn “hòa giải”, 40 năm sau khi chiến tranh Việt Nam kết thúc: "Họ không phản ứng gay gắt. Bằng chứng là họ không chặn đường link hoặc cấm đoán bằng mọi thứ để khán giả Việt Nam không thể xem được phim này. Cho tới ngày hôm nay (29/8) mọi người vẫn xem được trọn 10 tập thì đó là điều cho thấy (Hà Nội) mong muốn khép lại quá khứ." [11]

### VNDCCH
- Bùi Tín, từng là phó tổng biên tập của báo Nhân dân, đại tá Quân đội Nhân dân Việt Nam, phát biểu: "Với tư cách là một nhân chứng sống, từng tham dự cuộc chiến từ ngày đầu đến ngày cuối, ở miền Bắc cũng như ở miền Nam, ở chiến trường Cam-bốt cũng như ở Lào, tôi có nhiều suy nghĩ, kỷ niệm về cuộc chiến tranh, nay có dịp để nói lên những điều quan trọng bị khỏa lấp mà bộ phim hoành tráng của các nhà làm phim Hoa Kỳ không đề cập đến. Nhiều bạn hỏi tôi, nếu tôi tham gia một bộ phim khác về Chiến tranh Việt Nam, tôi sẽ nói lên những điều gì? Tôi có khá nhiều điều cần phát biểu về cuộc chiến, khi tưởng nhớ, ngẫm nghĩ lại về cuộc chiến. Qua bài báo này trước hết, tôi muốn nói đến những linh hồn của cuộc chiến." [12]

### MTDTGPMN
- Nhà văn Nguyên Ngọc, nguyên là một sĩ quan trong Quân đội Nhân dân Việt Nam, cho là: "Đây là một phim lớn và rất quan trọng về chiến tranh Việt Nam.... Sau hơn 40 năm, phim này cho thấy nước Mỹ vẫn chưa ra khỏi cái ảm ảnh của cuộc chiến tranh đó.... Riêng tôi là một người làm nghệ thuật, tôi ao ước Việt Nam có thể có một bộ phim tài liệu theo kiểu như vậy. Giá như Việt Nam cũng tự hỏi mình như thế. Theo tôi đó là điều cần thiết." [13]

### VNCH
- Tiến sỹ Nguyễn Tiến Hưng, Cựu Tổng trưởng Kế hoạch VNCH từ năm 1973 đến 1975, phụ tá về tái thiết của Tổng thống Nguyễn Văn Thiệu, tác giả các cuốn sách Khi Đồng minh Tháo chạy (2005) và Khi Đồng minh Nhảy vào (2016) viết một bài phê bình dài trên đài BBC nói về cái mà ông cho là những thiếu sót của cuốn phim, đặt câu hỏi về khuynh hướng thiên tả và chống VNCH của phim khi đưa lên quan điểm của các phóng viên thiên tả mà không có tiếng nói của các phóng viên Hoa Kỳ thuộc thành phần "xét lại".[14]
- Lan Cao, con gái của cố đại tướng Cao Văn Viên, giáo sư môn luật kinh tế quốc tế tại Chapman University, cho là phim The Vietnam War vẫn chưa làm sáng tỏ những gì mà bà gọi là huyền thoại sâu đậm[15]:

1. Mặt trận Dân tộc Giải phóng miền Nam là một lực lượng du kích rời rạc: Trên thực tế, Mặt trận Dân tộc Giải phóng miền Nam, lực lượng chống Mỹ ở Nam Việt Nam, được chi viện từ miền Bắc Việt Nam. Theo CIA, từ năm 1954 đến năm 1968, các quốc gia là Trung Quốc, Liên Xô cung cấp cho miền Bắc Việt Nam 3,2 tỷ đô la viện trợ quân sự và kinh tế. Các nguồn khác cho thấy con số này gấp đôi con số đó.
2. Những người tị nạn đến Hoa Kỳ là những người tinh hoa của Việt Nam: Mặc dù nhóm người chạy trốn năm 1975, được gọi là làn sóng đầu tiên, có trình độ học vấn và trung lưu, nhiều người đến qua các nỗ lực sơ tán do Hoa Kỳ tài trợ cũng là những người có quan hệ gần gũi với người Mỹ ở Việt Nam mà Washington đã hứa sẽ cứu hộ. Họ không nhất thiết là những người ưu tú, bao gồm binh lính bình thường của Nam Việt Nam cũng như những người đã từng làm nhân viên hoặc thư ký tại Đại sứ quán Hoa Kỳ. Làn sóng người tị nạn thứ hai rời Việt Nam sau năm 1975 có số lượng khoảng 2 triệu người. Họ đến từ các vùng nông thôn và thường có trình độ học vấn thấp. Hơn 400.000 người đã được nhận vào Hoa Kỳ. Làn sóng người tị nạn thứ ba, trong đó có khoảng 159.000 người đến Hoa Kỳ từ năm 1989, là con của các ông bố người Mỹ và bà mẹ Việt Nam, cũng như các tù nhân chính trị và những người đã từng vào trại cải tạo.
3. Binh lính Hoa Kỳ hầu như là những người bị bắt lính: Từ năm 1964 đến năm 1973, số lượng tình nguyện viên nhiều gần gấp bốn lần số người bị gọi đi lính. Quân đội cũng không dựa chủ yếu vào các công dân có hoàn cảnh khó khăn hoặc người Mỹ gốc Phi. Theo Báo cáo của Uỷ ban Tổng thống về Lực lượng vũ trang Tình nguyện vào tháng 2 năm 1970, người Mỹ gốc Phi "chỉ chiếm 12,7% trong số gần 1,7 triệu binh sĩ tham gia tự nguyện vào năm 1969." 77 phần trăm quân đội có trình độ học vấn ít nhất là trung học. Theo Tạp chí VFW, 50% là từ gia đình có nguồn thu nhập trung bình, và 88% là người da trắng (chiếm 86% số người chết).
4. Các lực lượng địch đã đục thủng Đại sứ quán Hoa Kỳ trong cuộc Tết Mậu Thân: Trên thực tế, các lực lượng Mặt trận Dân tộc Giải phóng miền Nam đã phá nổ một lỗ thông qua một bức tường bên ngoài của khu phức hợp, chiếm được tầng 1 và rơi vào một cuộc chiến kéo dài sáu tiếng đồng hồ với các lực lượng Hoa Kỳ bảo vệ Đại sứ quán. Đại sứ quán không bao giờ bị chiếm đóng hoàn toàn, và lực lượng tấn công hầu hết đã tử trận sau trận đánh kéo dài 6 giờ.
5. Quân lính VNCH không muốn và không thể chiến đấu: Người đã chiến đấu bên cạnh QLVNCH, tướng Barry R. McCaffrey, cố vấn cho Binh chủng Nhảy dù Việt Nam Cộng hòa, cho rằng "sự hy sinh, sự dũng cảm và cam kết của quân đội miền Nam Việt Nam đã mất đi rất nhiều vì ý thức về chính trị và phương tiện truyền thông của Mỹ."

- Bà Duong Vân Mai Elliott, tác giả cuốn “The Sacred Willow” về 4 thế hệ của một gia đình Việt Nam, có gia đình ở cả hai bên chiến tuyến, nói bà kinh ngạc khi thấy đạo diễn Ken Burns nhắc đến biến cố Tết Mậu Thân: “Tôi xem tôi rất là sửng sốt, tôi cũng nói với ông (đạo diễn Burns) đây là lần đầu tiên mà một người ngoài Bắc đã tham chiến, công nhận vụ thảm sát ở Huế xảy ra năm Mậu Thân 1968. Tôi rất là ngạc nhiên. Nếu mà ông ấy phỏng vấn như thế này cách đây mười mấy năm thì chưa chắc họ đã dám nói như vậy, nhưng mà lúc ông phỏng vấn thì tôi thấy họ nói trung thực lắm.” [16]
- Thẩm phán Phan Quang Tuệ, từng phục vụ tại Tòa án Di trú San Francisco nay đã về hưu, nhận xét: “Nhìn qua những bộ phim đã có, tôi thấy không có phim nào có thể trung thực hơn, và tôi không nghĩ là tương lai sẽ có một cuộn phim nào khác nữa vì cho tới khi phim này ra thì đã 42 năm sau cuộc chiến. Hai, ba thế hệ đã lớn lên, cuộn phim này ghi lại trung thực lịch sử, không phải của cuộc chiến mà qua cái lịch sử cuộc chiến đó, lịch sử Việt Nam, Nam cũng như Bắc. Tôi thấy điều cần làm là phải phổ biến rộng rãi phim này ở Việt Nam.” [16]

### Hoa Kỳ
- Peter Zinoman, Giáo sư Lịch sử và Đông Nam Á Học, Đại học California ở Berkeley cho thấy những thiếu sót hoặc sai lầm của cuốn phim chỉ vì xu hướng mà ông gọi là "dĩ Mỹ vi trung" (lấy Mỹ làm trọng tâm):

1. Việc Hồ Chí Minh được cho là ngưỡng mộ Hoa Kỳ, thể hiện qua bằng chứng ông hợp tác với nhân viên tình báo Mỹ trong Cục Tình báo Chiến lược (OSS) và việc ông dẫn Thomas Jefferson trong Tuyên ngôn Độc lập của Việt Nam.... Nhưng các nghiên cứu học thuật từ lâu nay đã cho thấy tinh thần chống Mỹ mạnh mẽ trong các bài báo của Hồ Chí Minh ngay từ thập niên 1920, bao gồm cả những bài viết đầy phẫn nộ về việc hành quyết người da màu và về đảng 3K (Ku Klux Klan). Gần đây hơn, nhà nghiên cứu khoa học chính trị Vũ Hữu Tường dẫn lại một loạt các bài báo chống Mỹ tương tự do Hồ Chí Minh viết trong khoảng từ năm 1951-1956. Là một thành viên của quốc tế cộng sản Đệ tam, đồng thời là một sáng lập viên của Đảng Cộng sản Pháp trung thành với Stalin và kịch liệt chống Mỹ, ít có khả năng là Hồ Chí Minh thực lòng mong muốn nhận được sự trợ giúp của Mỹ như tập đầu của bộ phim gợi ý. Thay vào đó, những đợt tương tác của Hồ Chí Minh với người Mỹ (bao gồm cả thư gửi cho các tổng thống và các buổi trà đàm với nhân viên tình báo Mỹ) nhiều khả năng là do sự nhận biết mang tính thực dụng của ông về tiềm năng sức mạnh Hoa Kỳ và về nhu cầu trung lập hóa sức mạnh ấy qua liên lạc trực tiếp.
2. Tập đầu vẽ lại lịch sử hiện đại Việt Nam như một bức biếm họa, trong đó ách áp bức của thực dân Pháp chỉ bị thách thức bởi sự xuất hiện của Hồ Chí Minh, nhân vật có tinh thần quốc gia duy nhất trong thời thuộc địa được đề cập đến trong tự sự. Thiếu vắng trong tường thuật này là vô số các lực lượng đối lập với Hồ Chí Minh trong phong trào chống thực dân rộng lớn hơn, bao gồm các phe quốc gia, phe lập hiến, phe Trotskyists, phe cộng hòa, phe bảo hoàng, phe phát xít và phe tân truyền thống. Đối với nhiều học giả, cuộc xung đột đẫm máu giữa phe cộng sản do Hồ Chí Minh lãnh đạo và các lực lượng chống cộng khác trong cả cuộc chiến tranh Đông Dương lần thứ Nhất (1946-1954) và lần thứ Hai (1954-1975) chỉ có thể hiểu được trong bối cảnh tiếp nối của xung đột chính trị từ cuối thời thuộc địa. Thiếu vắng khía cạnh này của câu chuyện, sự hình thành chính quyền Việt Nam Cộng hòa ở miền nam, lực lượng chống đối Hồ Chí Minh quan trọng nhất thời hậu thuộc địa, có vẻ chỉ là sản phẩm độc quyền của Mỹ trong cuộc kiếm tìm đồng minh thời Chiến tranh Lạnh, chứ không phải là một tinh thần chủ nghĩa quốc gia chống cộng bản địa với gốc rễ lịch sử có từ thời thuộc địa.
3. Một bức tranh bị bóp méo tương tự cũng xuất hiện trong tập đầu là việc không đề cập đến vua Bảo Đại. Sự lãnh đạo của ông với Quốc gia Việt Nam do Pháp hậu thuẫn năm 1950 đã nhận được sự ủng hộ của nhiều người Việt chống cộng, những người tiếp tục chống lại sự bá quyền của cộng sản sau năm 1954.
4. Ngô Đình Diệm chỉ được giới thiệu qua lời của giới chức Mỹ (ông "kiêu căng" và "ngạo mạn," một "đấng cứu thế không có thông điệp"). Mặc dù ông cầm quyền suốt gần 10 năm trong những hoàn cảnh vô cùng bấp bênh, tập phim đầu thể hiện rất ít sự quan tâm tới việc người dân Việt ở miền nam Việt Nam nghĩ gì về ông.[17]

- Cựu Ngoại Trưởng John Kerry, một chiến binh từng được trao nhiều huân chương, kể cả Chiến Thương Bội Tinh, nói nếu có một điều gì có thể giúp hàn gắn những sự chia rẽ trong xã hội Mỹ, khiến những người theo phong trào phản chiến có thể ôm lấy các cựu chiến binh đã cầm súng chiến đấu tại Việt Nam, thì đó là phim tài liệu Chiến tranh Việt Nam của Ken Burns và Lynn Novick.[16]
- Một cựu chiến binh cũng từng được trao Chiến thương Bội tinh như ông Kerry, cựu Bộ trưởng Quốc phòng Chuck Hagel nói phim The Vietnam War sẽ có ảnh hưởng sâu rộng không những ở Hoa Kỳ mà còn ở cả Việt Nam: “Tôi chưa xem hết phim, nhưng đã xem khá nhiều. Tôi tin rằng nó đại diện cho và sẽ tiếp tục có ảnh hưởng đáng kể tới xã hội của chúng ta và cả Việt Nam nữa. Bộ phim này là bộ phim hấp dẫn, có tính thuyết phục nhất, đầy đủ nhất, trung thực nhất khi kể lại câu chuyện về chiến tranh Việt Nam.” [16]